# Pernambouc (État)
Pour les articles homonymes, voir Pernambouc.
Le Pernambouc (en portugais : Pernambuco ; PE ; prononcé : [pɛʁnɐ̃ˈbuku]) est l'un des États fédérés du Brésil. 
Il est situé au centre est de la région Nordeste ; il est bordé à l'est par l'océan Atlantique. L'État a une superficie de 98 937 km2, soit un peu plus que la superficie du Portugal, et compte 9 557 071 habitants (IBGE 2019). Sa capitale est Recife. En 2019, l'État, qui compte 4,6 % de la population brésilienne, est responsable de 2,8 % du PIB du pays,,,.

## Toponymie
Le nom de Pernambuco a désigné  pendant un temps la ville de Recife à l'embouchure du fleuve Capibaribe autour de laquelle le port s'était développé. Ce nom venant de la langue amérindienne tupi, s'écrivant autrefois Paranambuco, était un composé des termes Parana désignant un « grand fleuve » et ambuc désignant un bras de mer. Le nom de Pernamboco désigne depuis 1822 la province, puis l'État dont Recife est la capitale.

## Histoire
C'est sur les terres fertiles du Pernambouc que s'installent, lors de la colonisation, les « seigneurs de moulin » qui font du Brésil le premier producteur mondial de sucre, au XVIIe siècle. La valorisation de ce produit sur les marchés européens y attire, en effet, de nombreux colons. Pressés de peupler l'immense littoral en friche, les seigneurs portugais (mais aussi hollandais, normands ou anglais) s'unissent volontiers aux Amérindiens, comme plus tard aux esclaves noirs amenés d'Afrique. « Le ventre, qui donne les enfants, est la partie la plus productrice de la propriété esclave », clame alors un manifeste, cité par le sociologue nordestin Joaquim Nabuco. De ces unions naît une population métisse propre à la région : les caboclos.
Avec l'abolition de l'esclavage, au XIXe siècle, le Pernambouc perd sa place prépondérante sur le marché sucrier, mais l'invention du moteur à explosion fonctionnant à l'alcool le hisse au premier rang des pays pionniers du « pétrole vert ». Depuis quelques années, la crise économique[Laquelle ?] fait chuter la production, intensifiant le malaise social.
L'histoire du Pernambouc est marquée par une longue présence portugaise, à peine dérangée au début du XVIIe siècle par un intermède néerlandais (1630-1654).

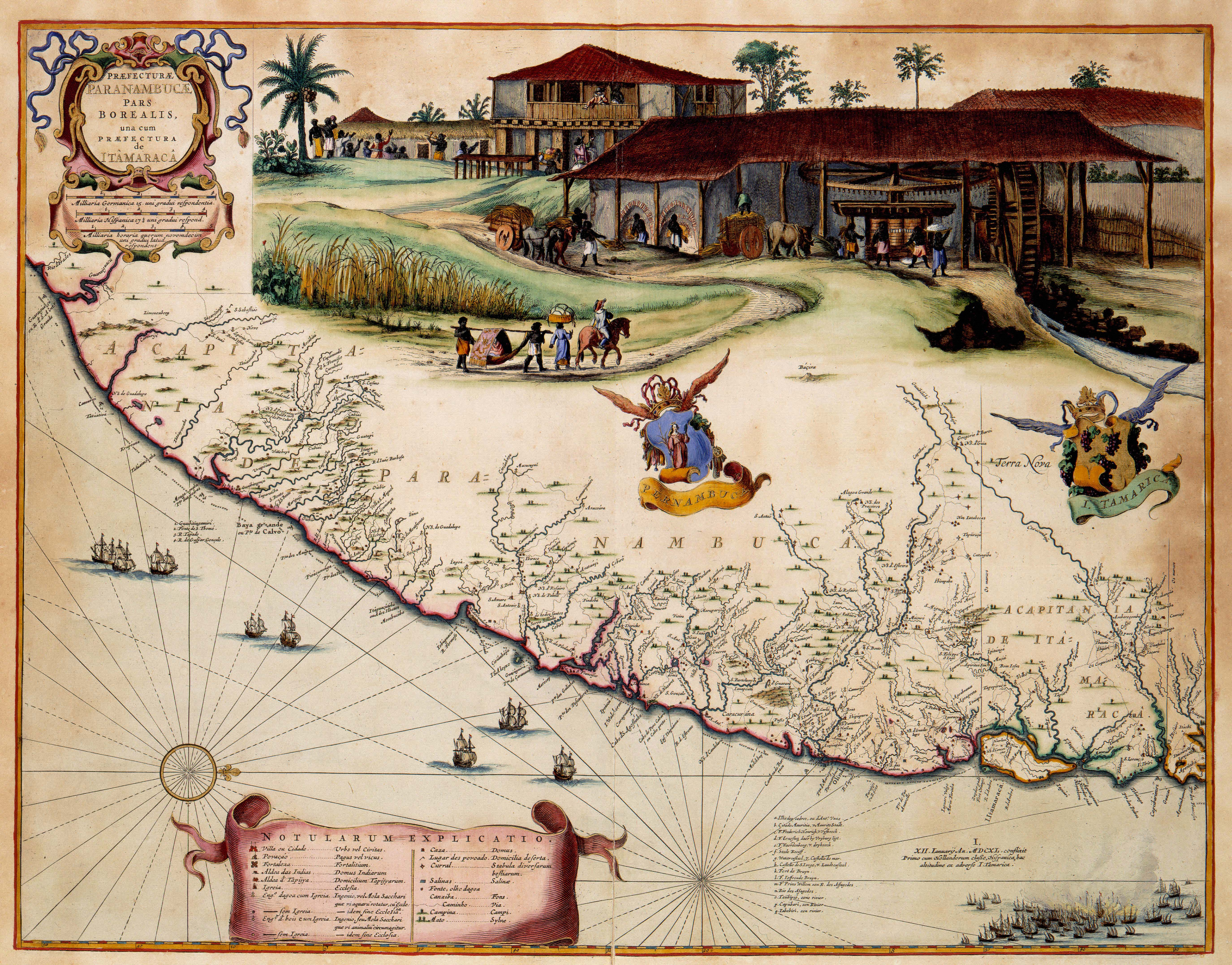
Carte de Pernambouc Nord datant d'entre 1630 et 1654. Atlas van der Hagen (nl), Bibliothèque royale (Pays-Bas).  L'illustration montre le travail des esclaves africains dans les plantations.
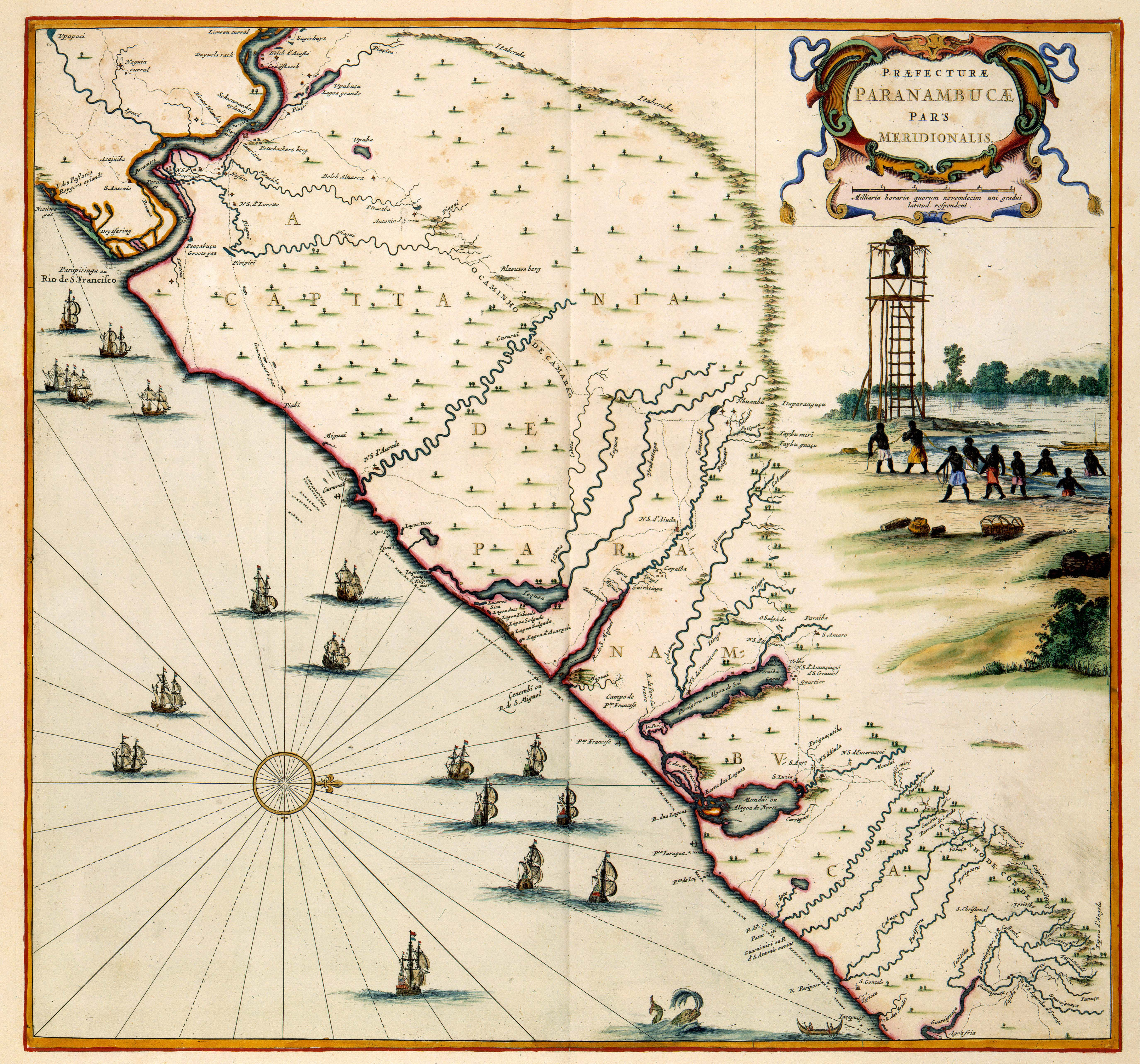
Carte de Pernambouc Sud datant d'entre 1630 et 1654. Atlas van der Hagen (nl), Bibliothèque royale (Pays-Bas).
- Pernambuco, 1953.

## Géographie
Les 15 villes les plus importantes en 2019 (selon l'Institut brésilien de géographie et de statistiques) sont les suivantes, classées en fonction de la population de la ville :
- Recife (1 645 727 habitants)
- Jaboatão dos Guararapes (702 298 habitants)
- Olinda (392 482 habitants)
- Caruaru (361 118 habitants)
- Petrolina (349 145 habitants)
- Paulista (331 774 habitants)
- Cabo de Santo Agostinho (207 048 habitants)
- Camaragibe (157 828 habitants)
- Garanhuns (139 788 habitants)
- Vitória de Santo Antão (138 757 habitants)
- Igarassu (117 019 habitants)
- São Lourenço da Mata (113 230 habitants)
- Santa Cruz do Capibaribe (107 937 habitants)
- Abreu e Lima (99 990 habitants)
- Ipojuca (96 204 habitants)

## Climat
Son climat est tropical sur la côte et semi-aride dans les terres. Sa température annuelle est de 28 °C.

## Gouverneurs
| Période | Période  | Identité                              | Étiquette | Qualité |
| ------- | -------- | ------------------------------------- | --------- | ------- |
| 1987    | 1990     | Miguel Arraes                         | PSB       |         |
| 1990    | 1991     | Carlos Wilson Rocha de Queirós Campos | PMDB      |         |
| 1991    | 1995     | Joaquim Francisco                     | PFL       |         |
| 1995    | 1998     | Miguel Arraes                         | PSB       |         |
| 1999    | 2006     | Jarbas Vasconcelos                    | PMDB      |         |
| 2006    | 2007     | José Mendonça Bezerra Filho           | PFL       |         |
| 2007    | 2014     | Eduardo Campos                        | PSB       |         |
| 2014    | 2014     | João Soares Lyra Neto                 | PSB       |         |
| 2015    | 2022     | Paulo Câmara                          | PSB       |         |
| 2023    | en cours | Raquel Lyra                           | PSDB      |         |

## Galerie

Monuments
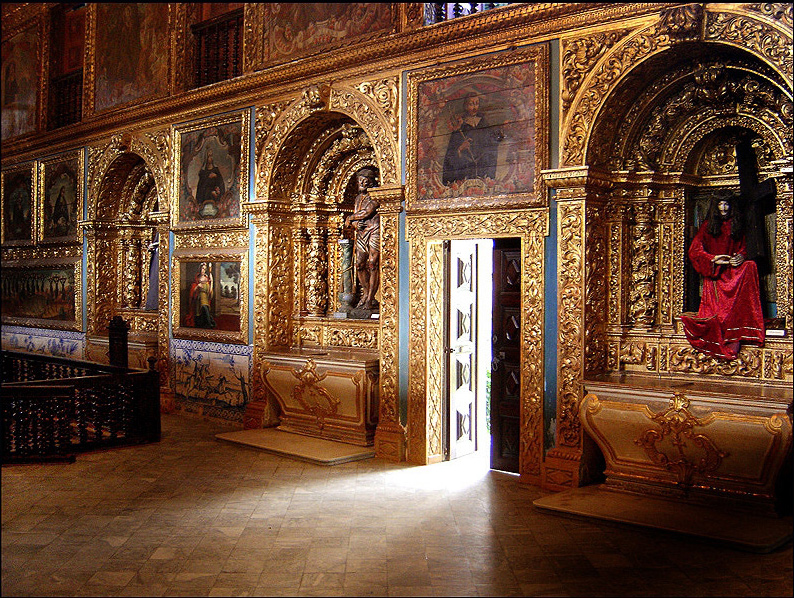
Chapelle d'or de Recife
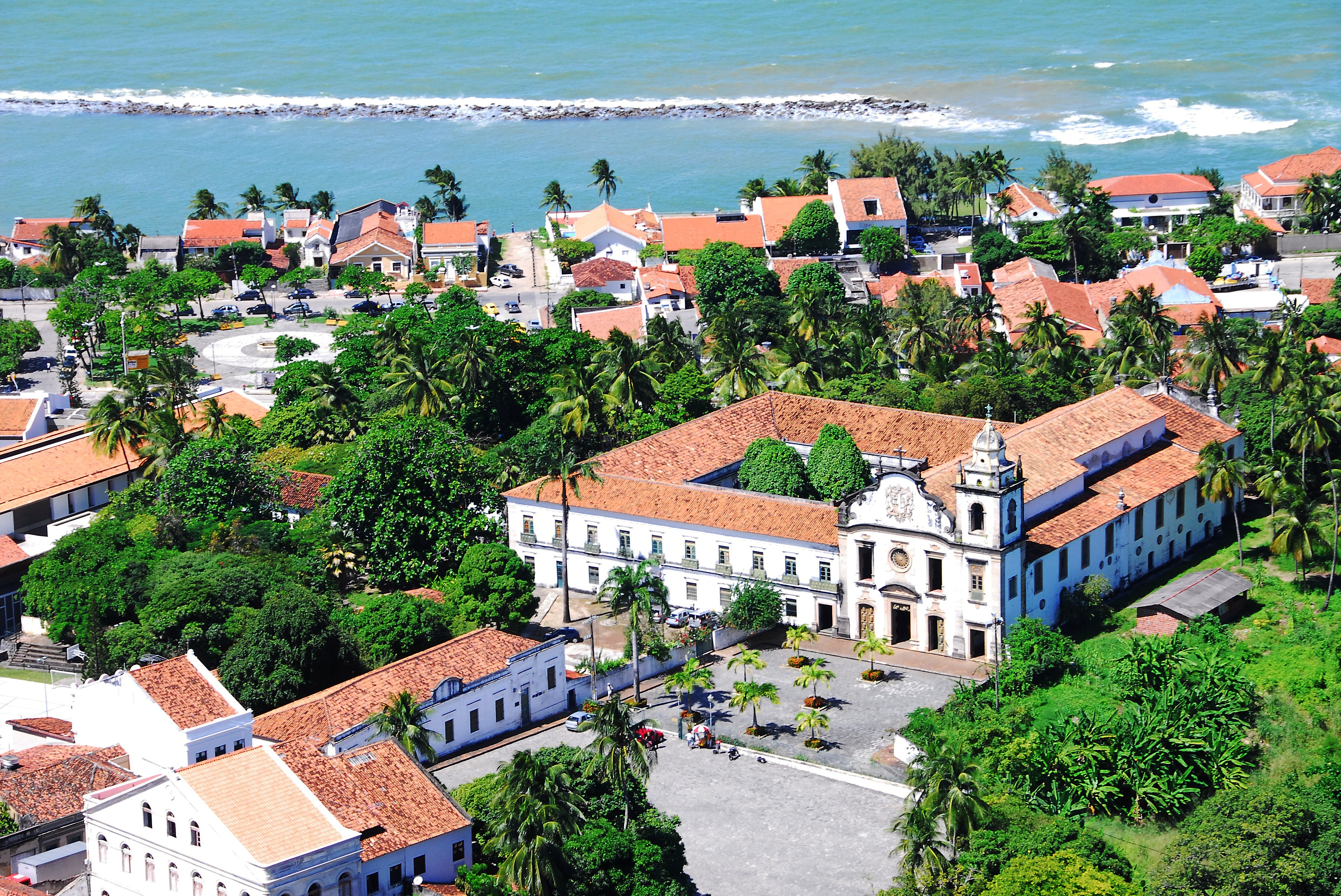
Olinda Patrimoine Mondial de l'Humanité
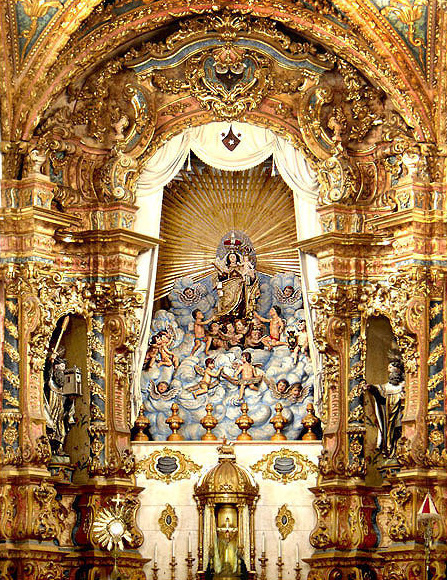
Église Nossa Senhora do Carmo de Recife
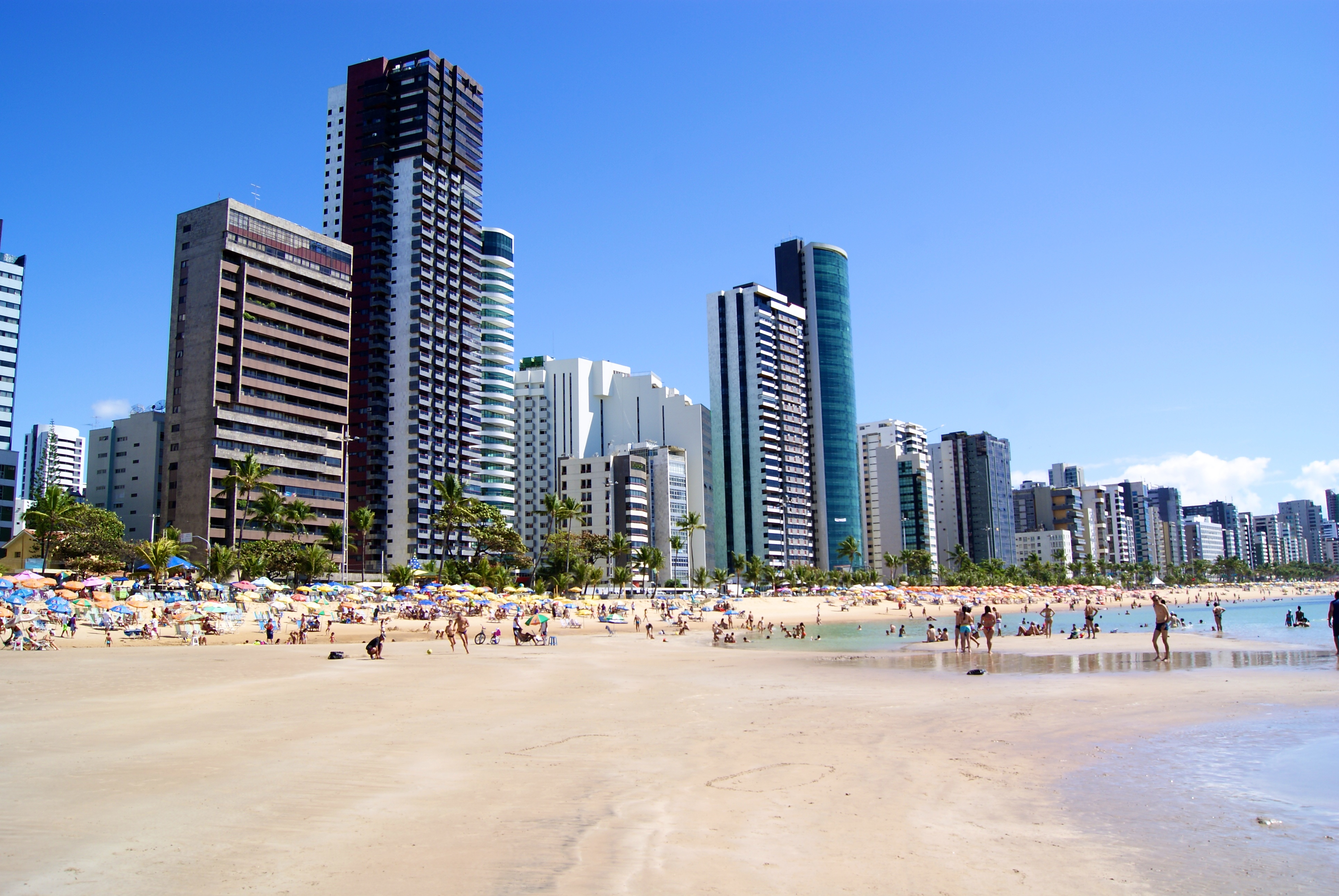
Plage de Boa Viagem
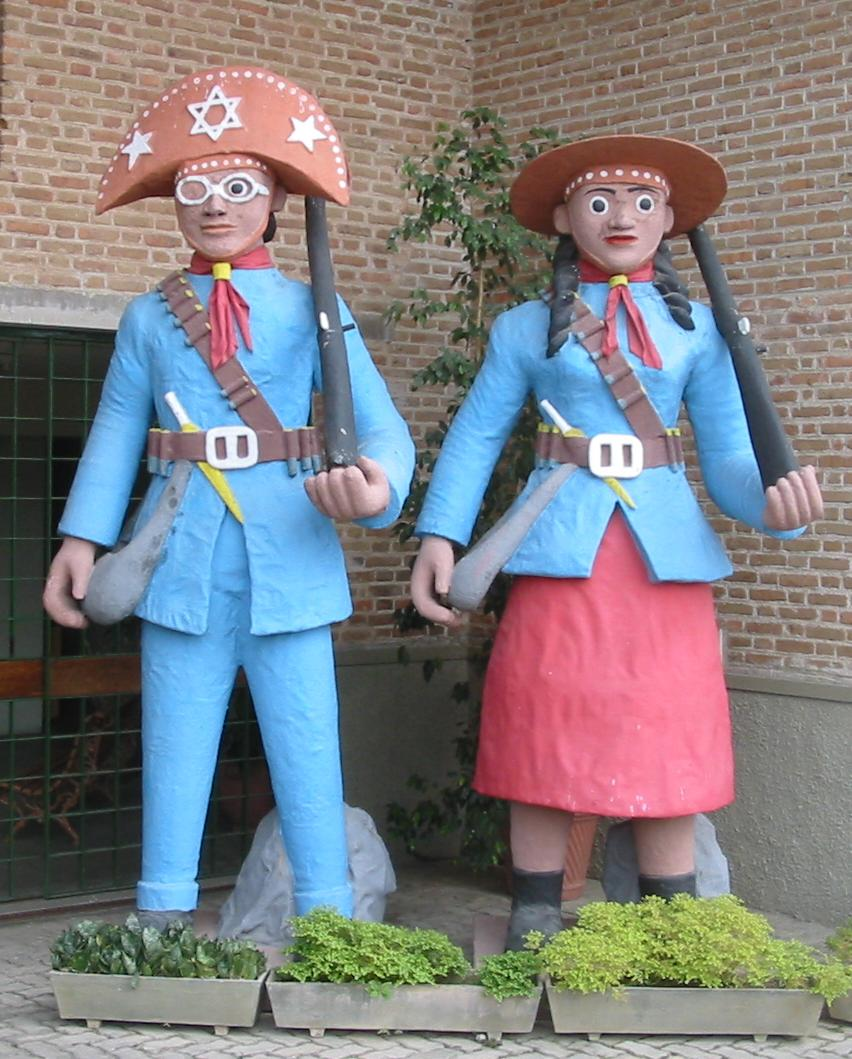
Centre de sculpture en argile et du textile, Caruaru
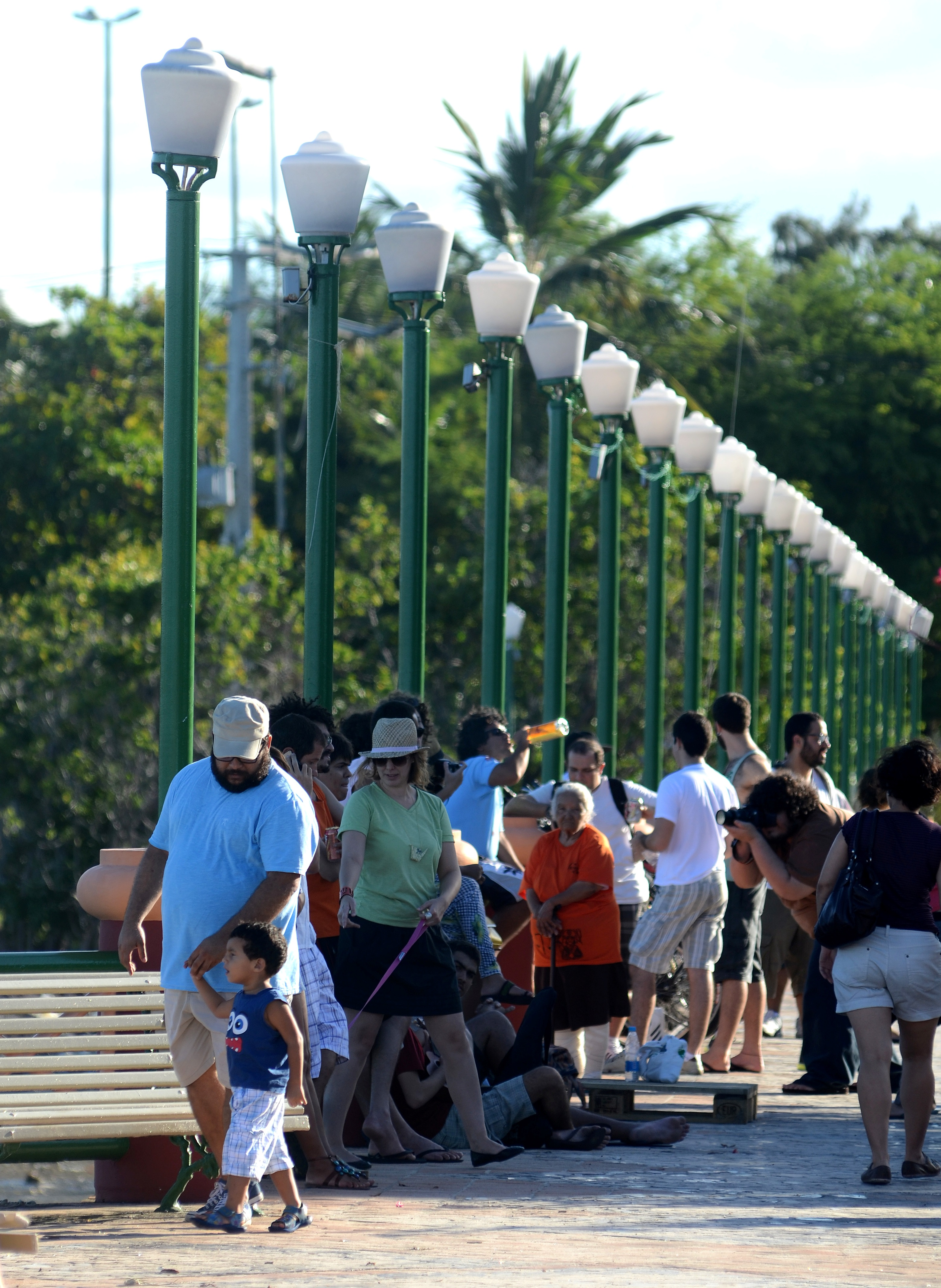
Quai José Estelita
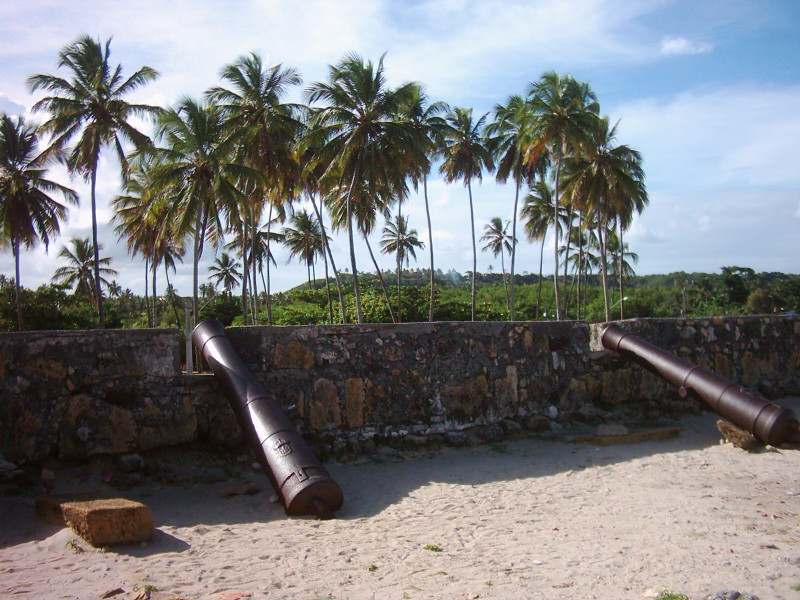
Fort Orange, fortification néerlandaise de Ilha de Itamaracá
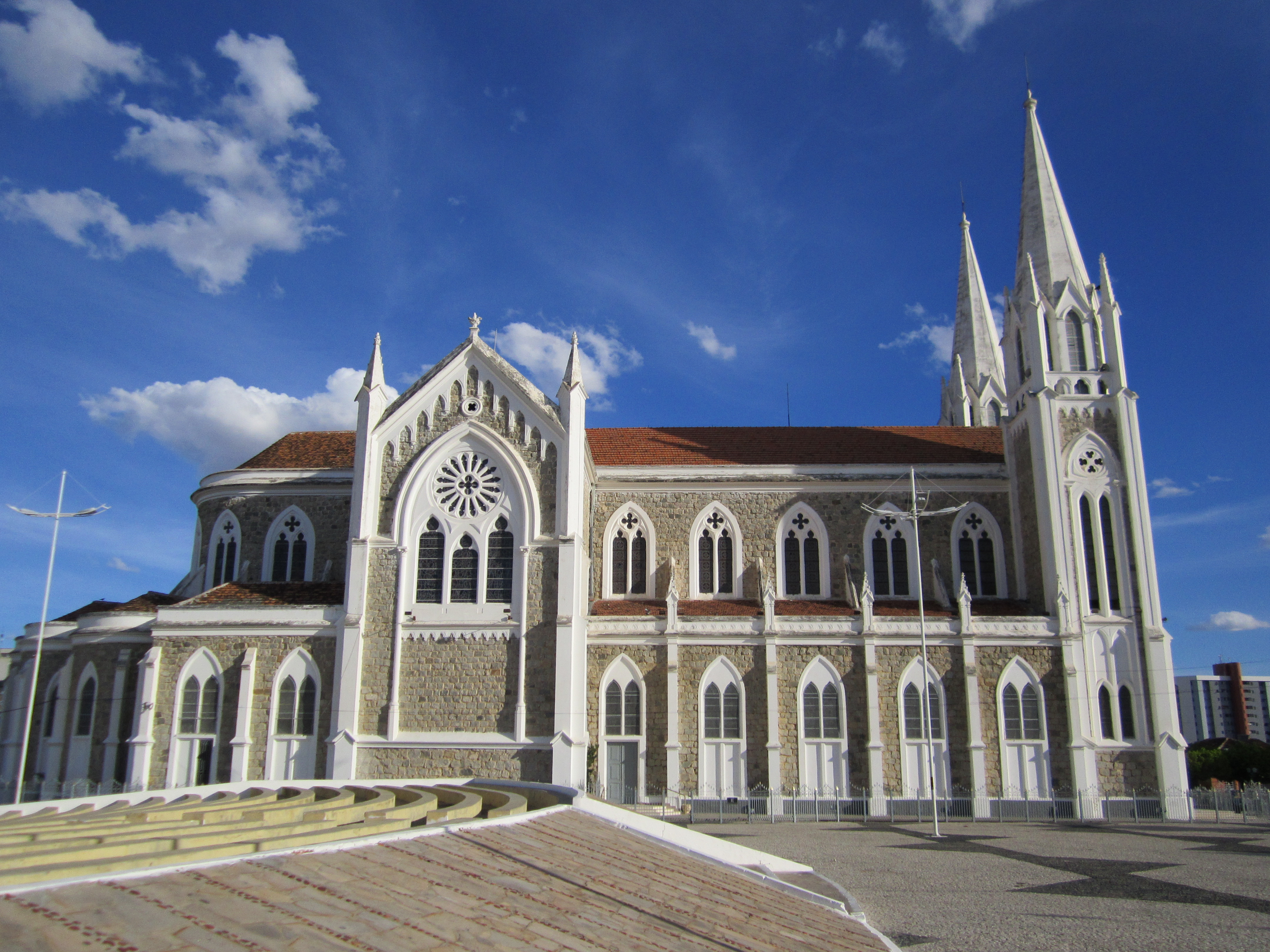
Cathédrale de Petrolina
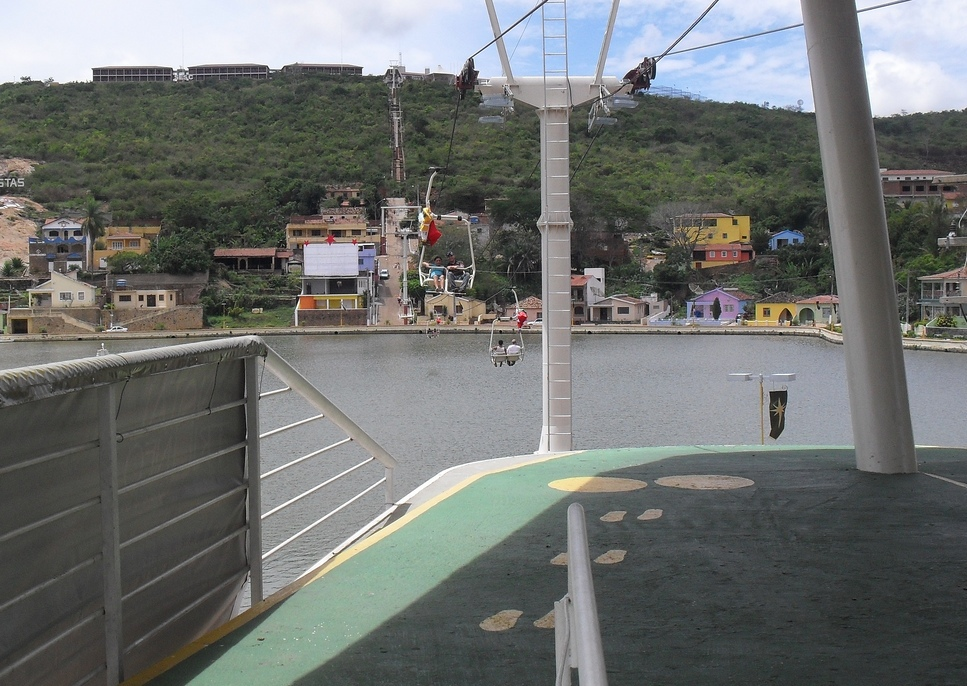
Triunfo
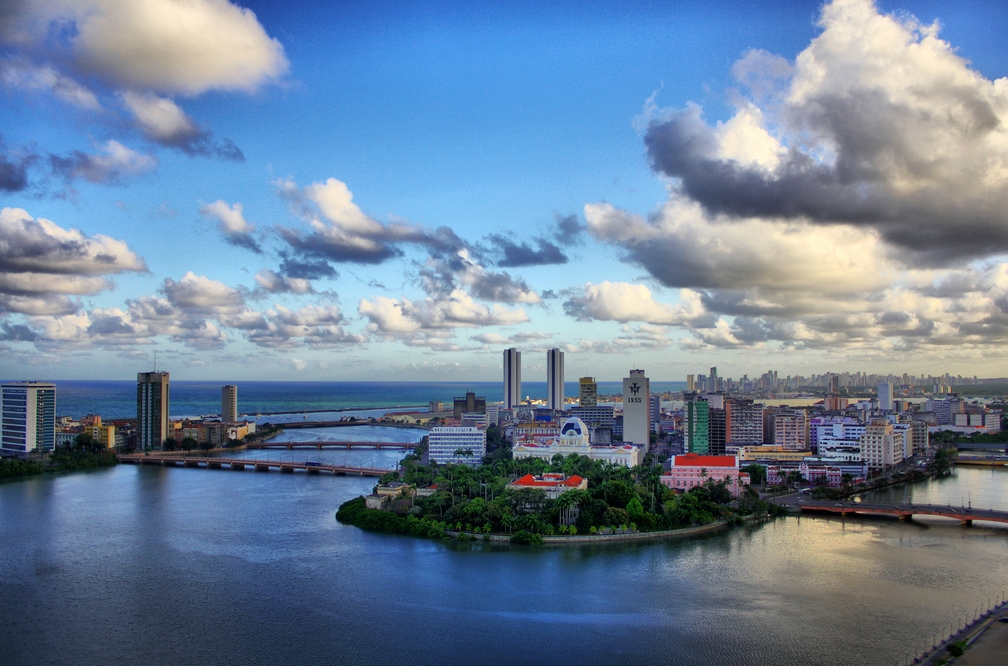
Rio Capibaribe
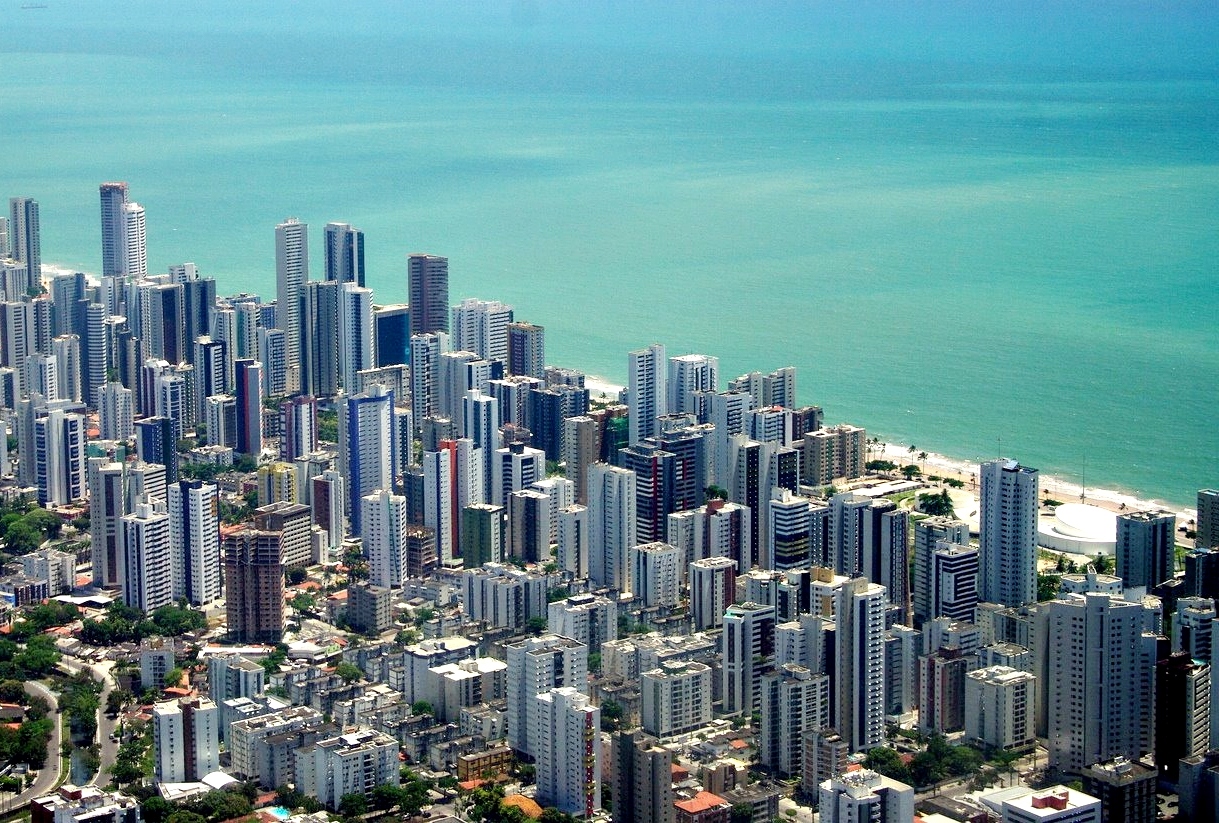
Vue aérienne de Recife
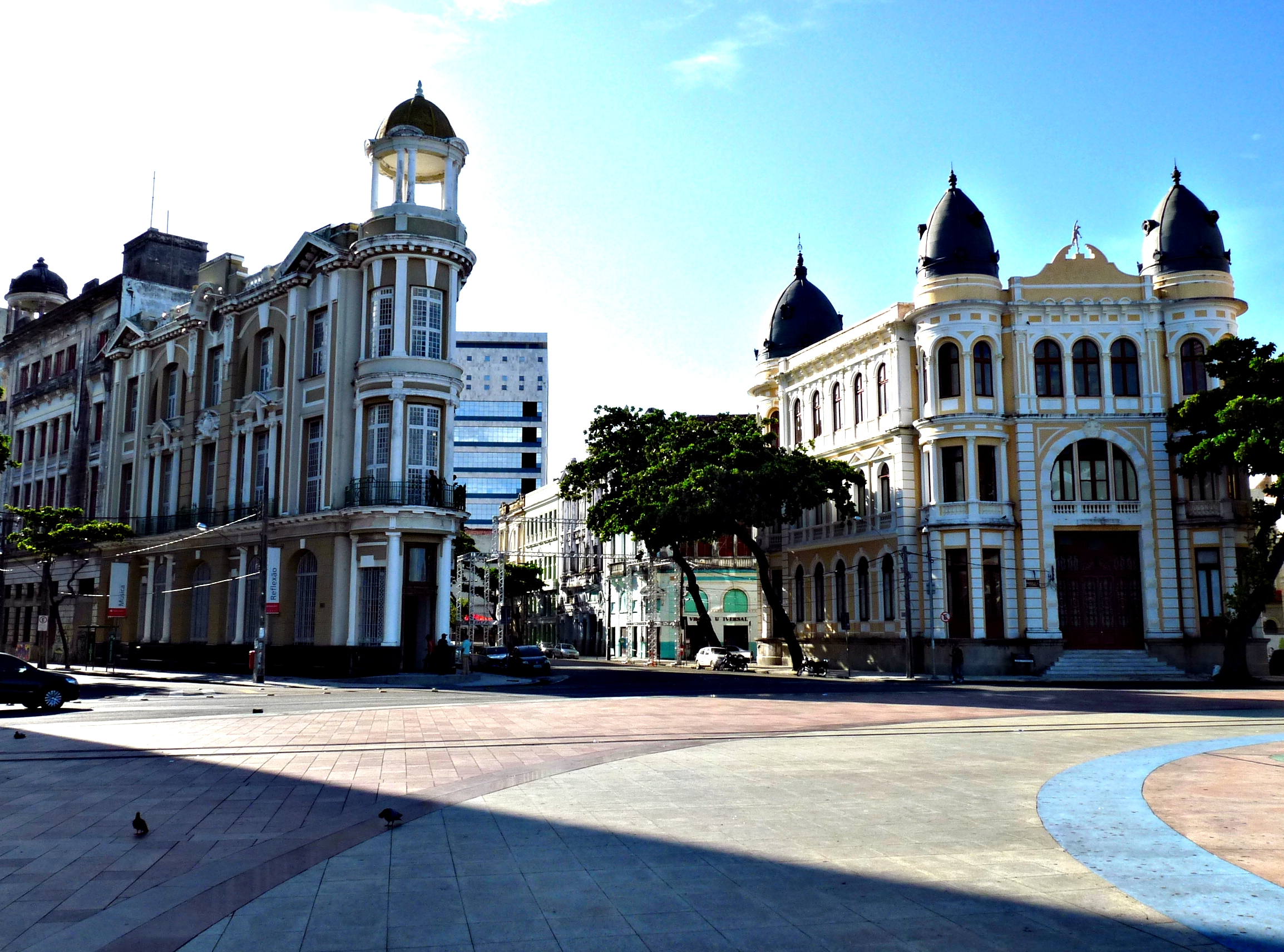
Marco Zero - Recife Ancien
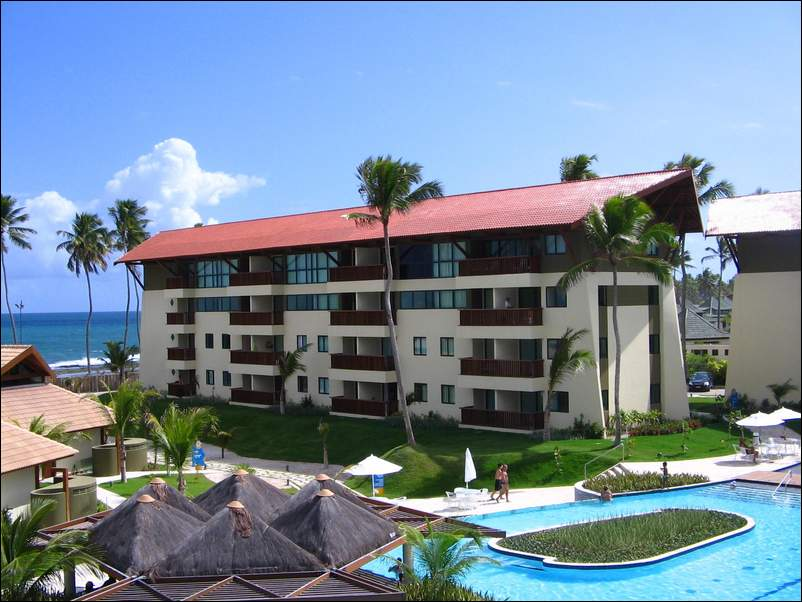
Plage de Muro Alto

Géographie
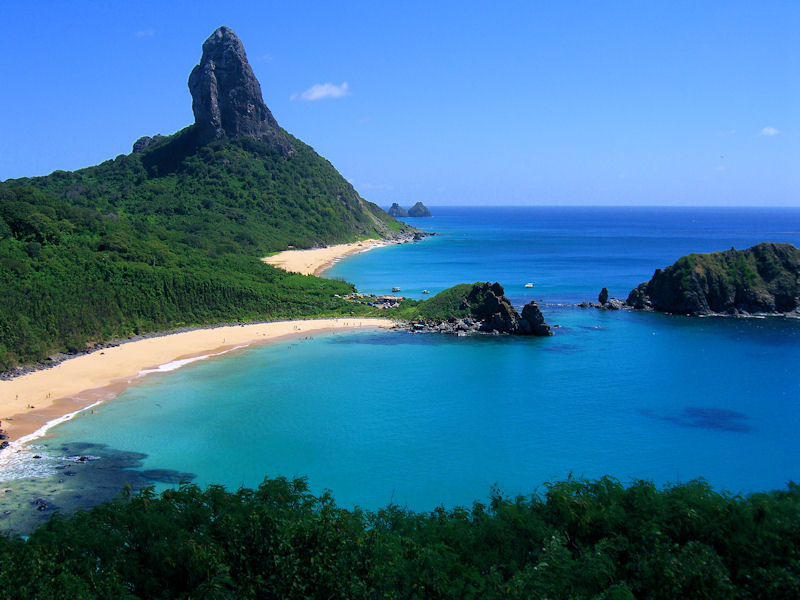
L'archipel de Fernando de Noronha, une heure de vol
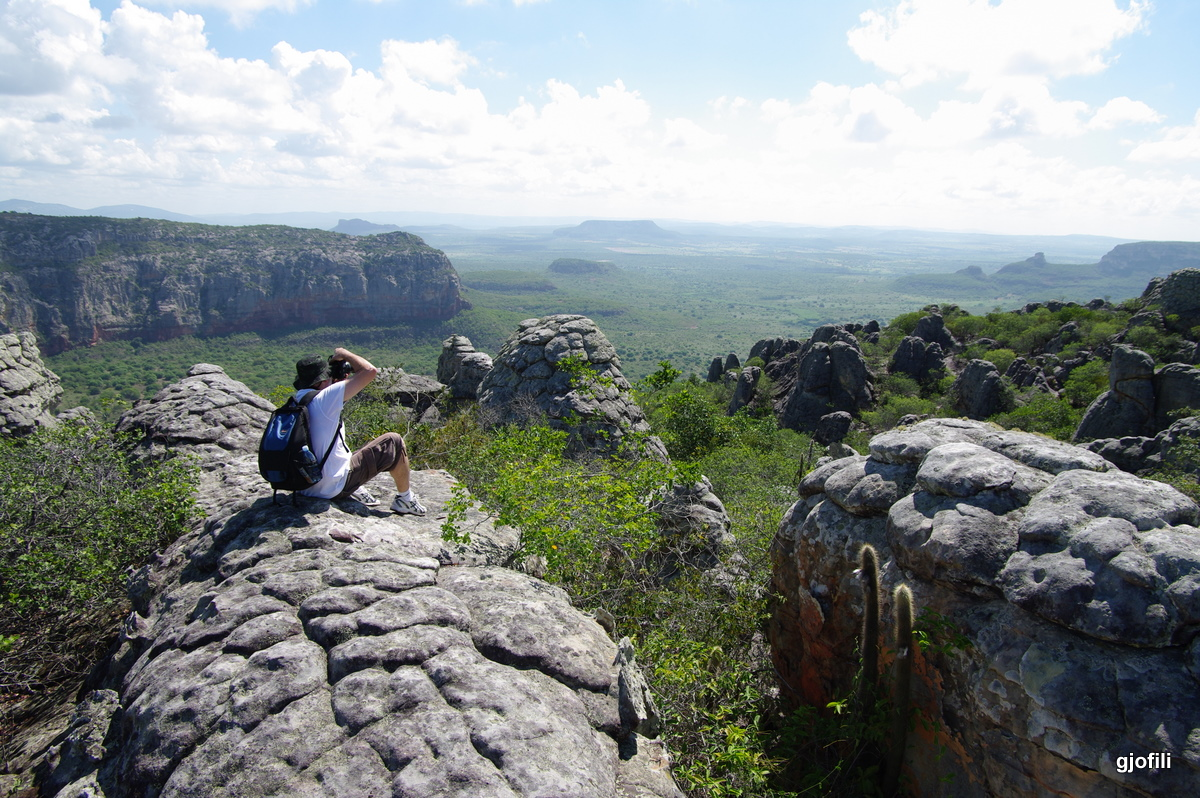
Parc National Vale do Catimbau de Buíque
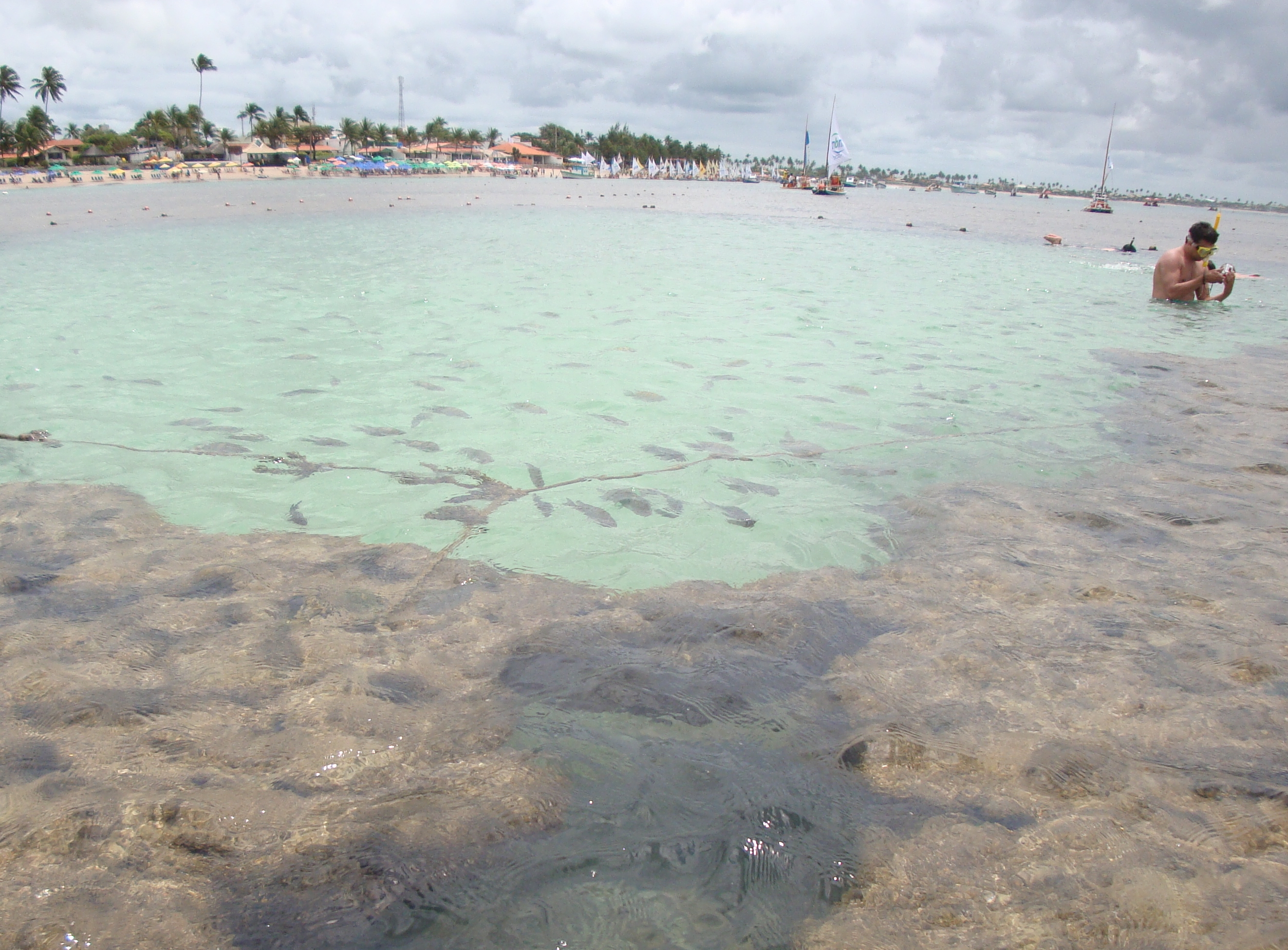
Plage de Porto de Galinhas (pt) - 65 km Sud

Habitants
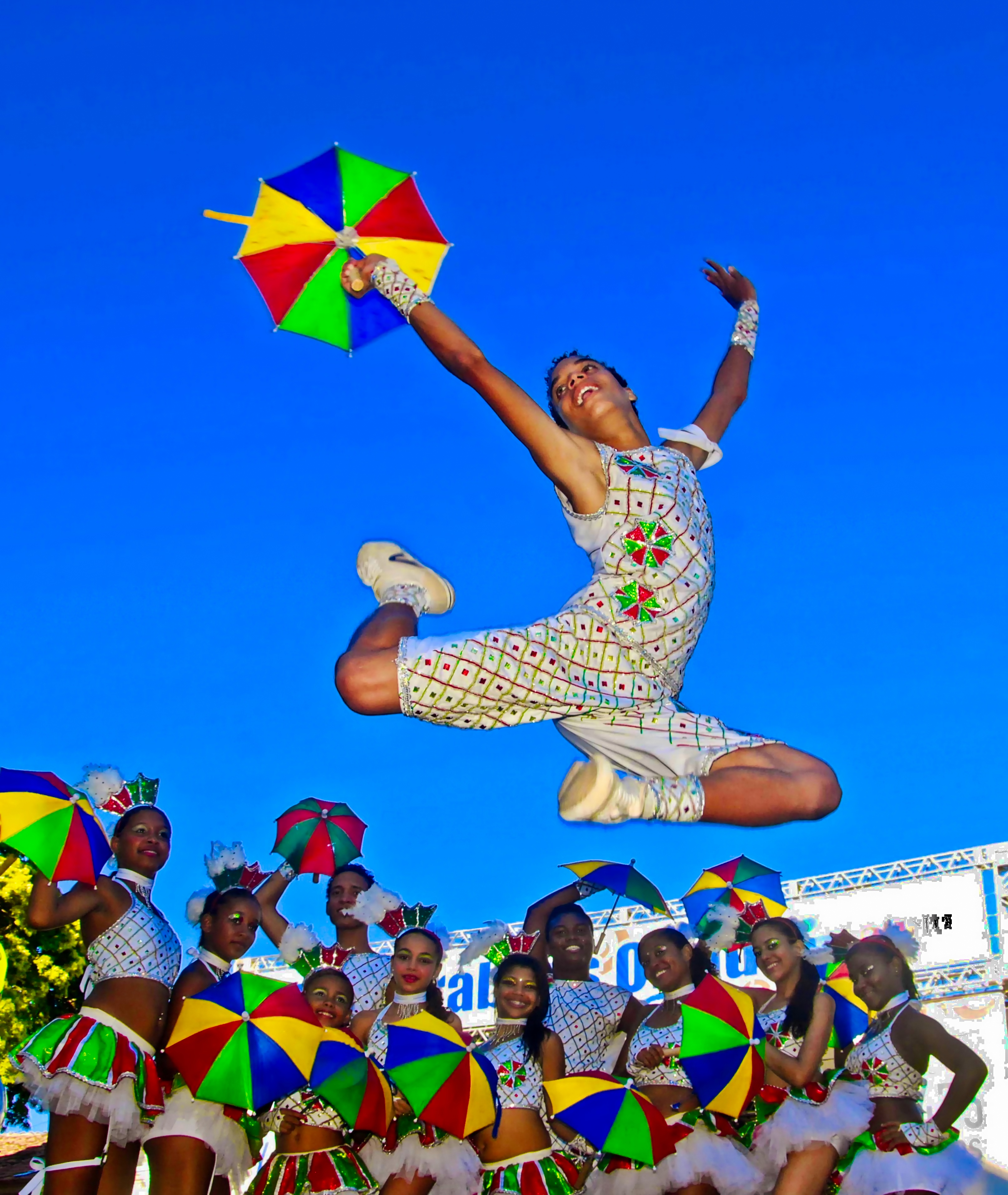
Danseurs de Frevo
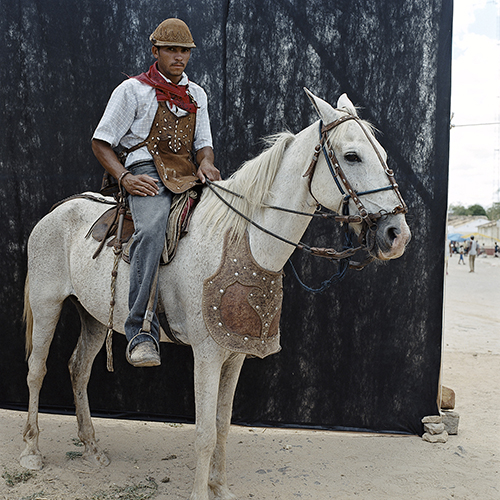
Portrait d'un vaqueiro. Buique, Pernambuco, Brasil.
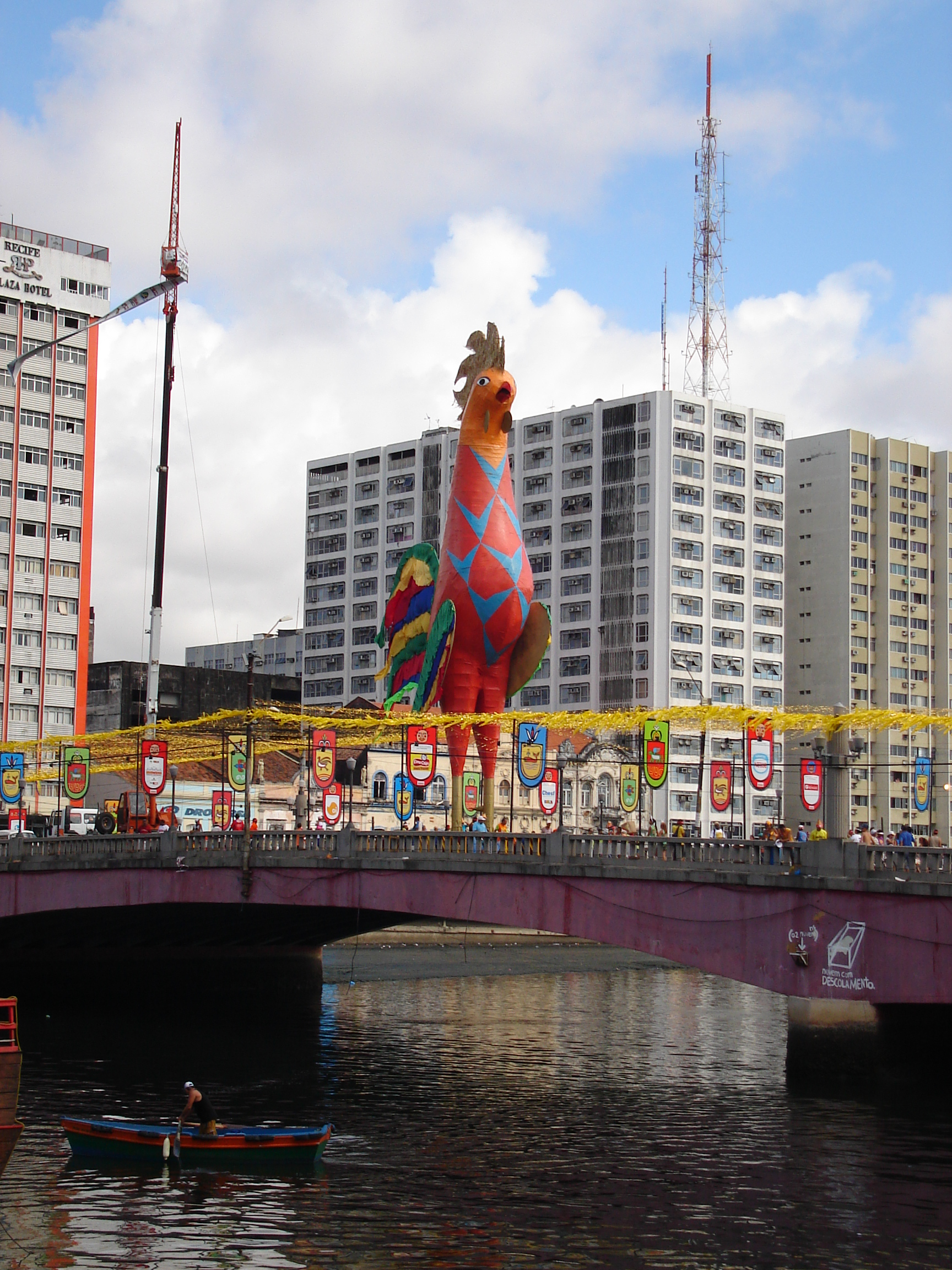
Carnaval de Recife - Galo da Madrugada
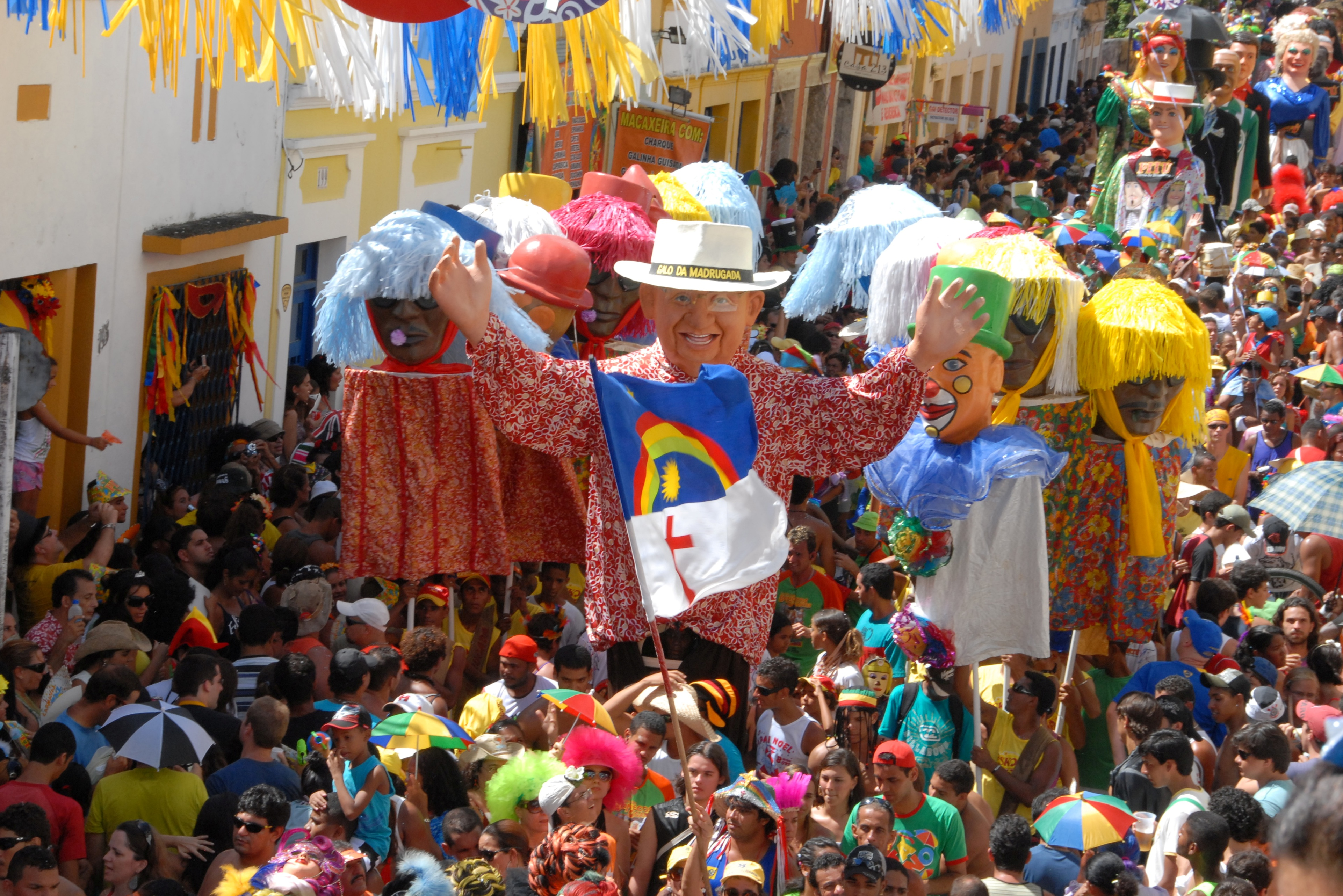
Poupées géantes - Carnaval de Olinda